# Cygnus CRS NG-11
Cygnus CRS NG-11 — одиннадцатая миссия грузового космического корабля снабжения Cygnus компании Northrop Grumman к Международной космической станции по контракту Commercial Resupply Services с НАСА.
Последняя дополнительная миссия корабля Cygnus, из заказанных НАСА после завершения изначального контракта. Последующие миссии (не менее шести) будут выполняться в рамках контракта CRS2.
Кораблю присвоено имя S.S. Roger Chaffee в честь Роджера Чаффи — астронавта, погибшего в результате пожара в кабине корабля Аполлон-1.

## Запуск
Запуск корабля ракетой-носителем «Антарес-230» со стартовой площадки LP-0A Среднеатлантического регионального космопорта состоялся 17 апреля 2019 года в 20:46 UTC.
Грузовой корабль прибыл к МКС 19 апреля 2019 года и в 09:28 UTC был захвачен манипулятором «Канадарм2», которым управляла астронавт Энн Макклейн. В 11:31 корабль был пристыкован к надирному порту модуля «Юнити».

## Полезная нагрузка
Общая масса груза, доставляемого на МКС составляет 3436 кг. В герметичном отсеке доставлено 3162 кг, из которых:
- Провизия и вещи для экипажа — 936 кг
- Материалы для научных исследований — 1569 кг
- Оборудование для выхода в открытый космос — 24 кг
- Компьютеры и комплектующие — 5 кг
- Оборудование и детали станции — 628 кг

На агрегатном отсеке корабля размещёна пусковая установка NanoRacks для выпуска наноспутников непосредственно с корабля после отстыковки от станции, суммарной массой 239 кг, а также оборудование компании Northrop Grumman массой 35 кг.
В этой миссии была впервые продемонстрирована так называемая «поздняя загрузка», когда критический груз помещается в герметичных отсек корабля за сутки до запуска, уже после вывоза ракеты-носителя на стартовую площадку. Для этого было сделано усовершенствование головного обтекателя ракеты «Антарес», позволяющее отделить верхушку обтекателя, пока ракета находиться в горизонтальном положении, открывая доступ к люку кораблю. Возможность поздней загрузки позволила впервые отправить кораблём Cygnus на станцию 40 живых лабораторных мышей для экспериментов, ранее мыши доставлялись только кораблём Dragon.

## Отстыковка и завершение миссии
6 августа 2019 корабль был отстыкован от МКС. Перед отстыковкой от станции, на внешней стороны люка корабля было установлено пусковое оборудование Slingshot компании SEOPS с наноспутниками, доставленными в герметическом отсеке корабля. Эти спутники, также как и спутники в пусковой установке NanoRacks будут выпущены через сутки после отстыковки корабля и подъёма его орбиты выше орбиты МКС.

После запуска спутников, в отличие от прошлых миссий, корабль оставался на орбите до 6 декабря 2019 года для демонстрации его способностей как отдельной исследовательской платформы для научных экспериментов в условиях микрогравитации, после чего вошёл в плотные слои атмосферы и прекратил существование. Northrop Grumman планировала продолжать полёт корабля как минимум до запуска следующей миссии NG-12, запланированной на осень 2019 года, чтобы продемонстрировать возможности компании управлять двумя кораблями из одного центра.

## Фотогалерея

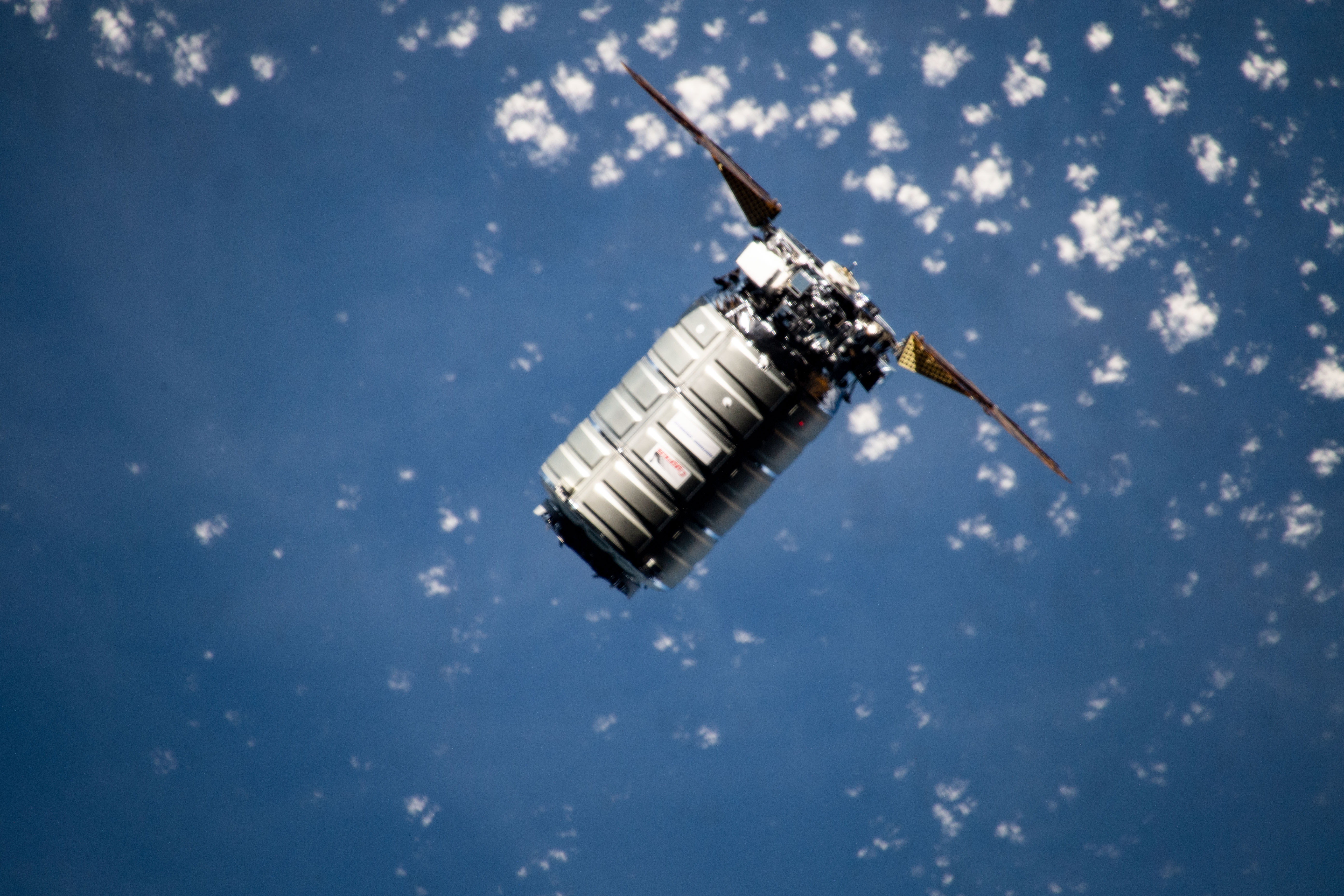
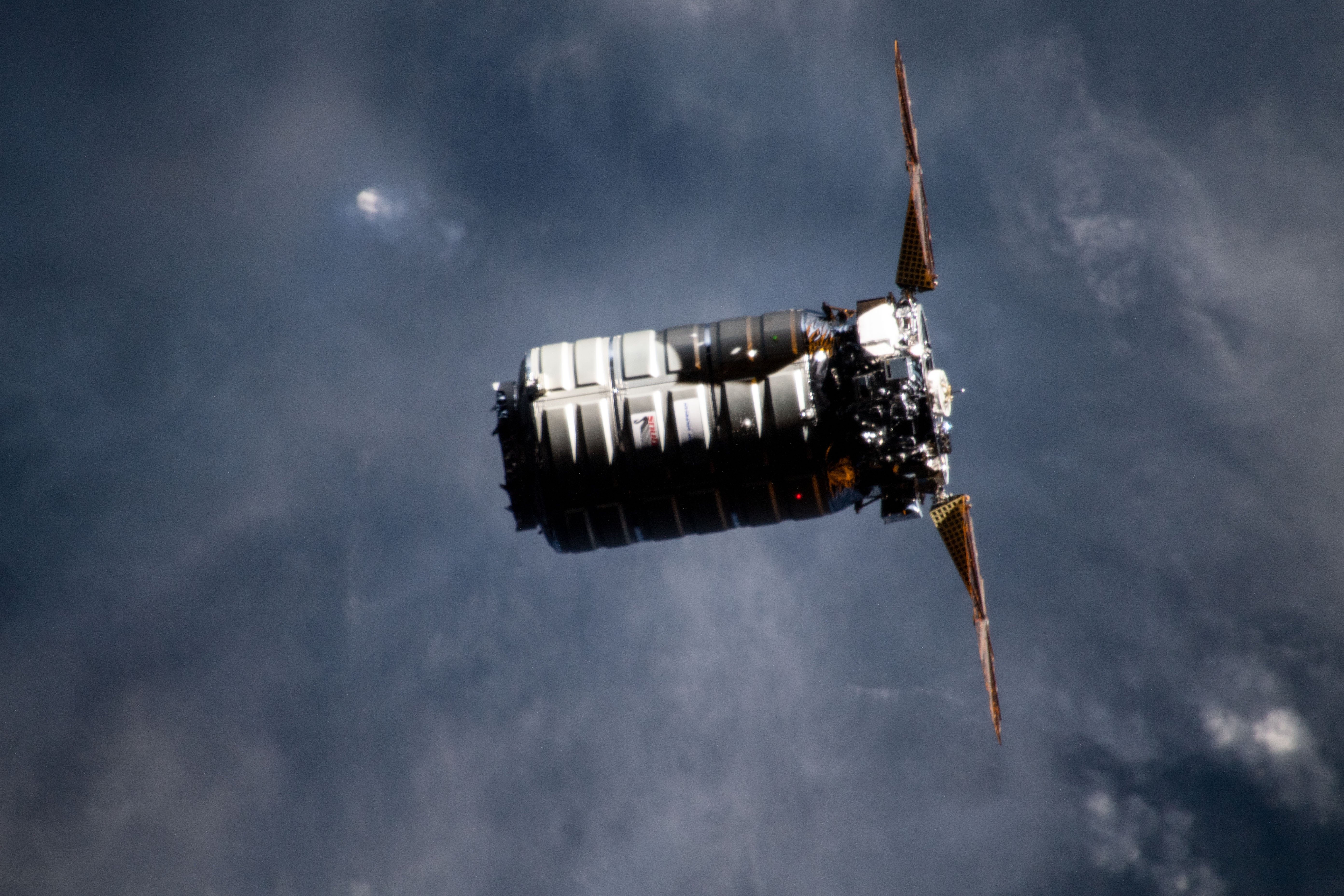
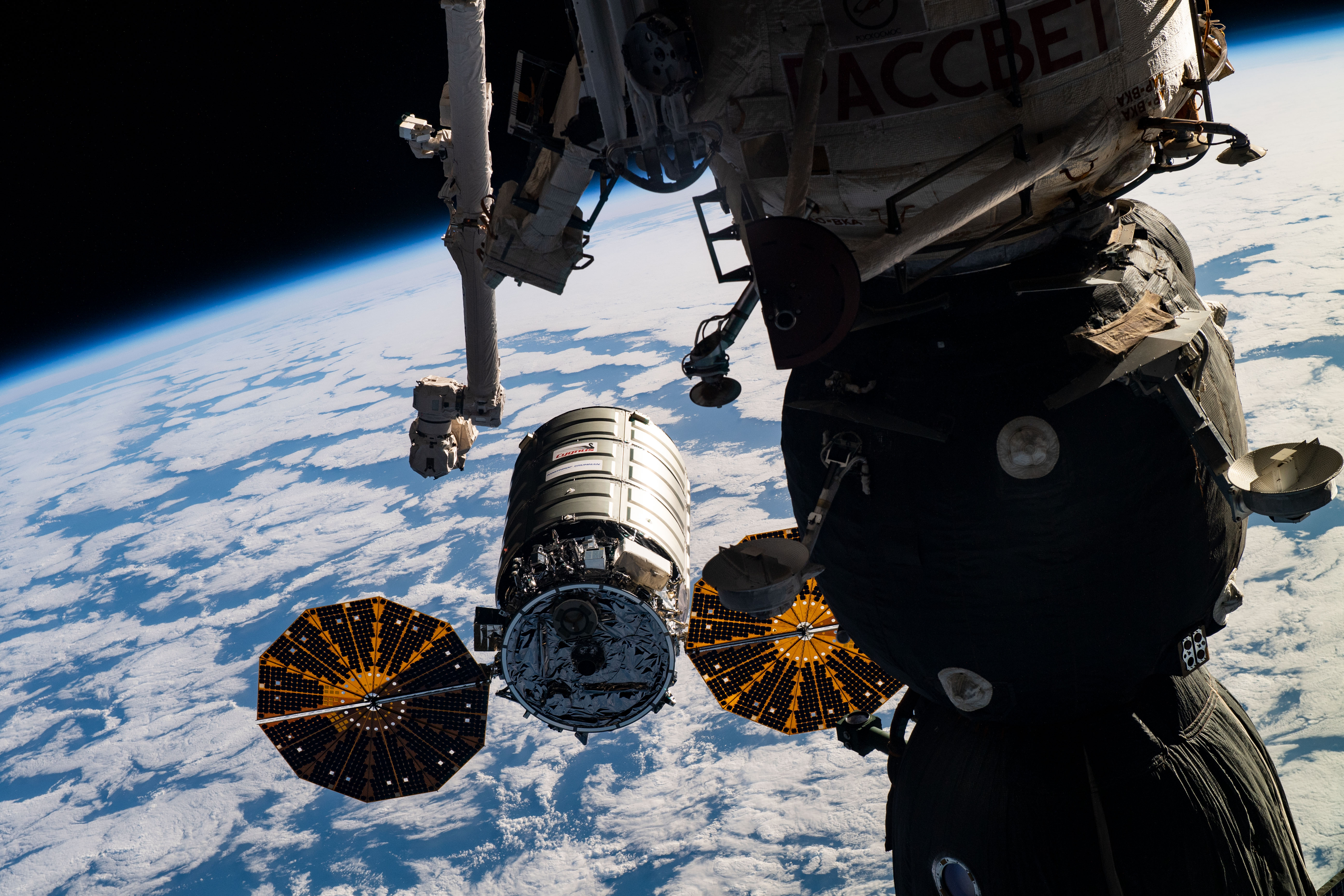

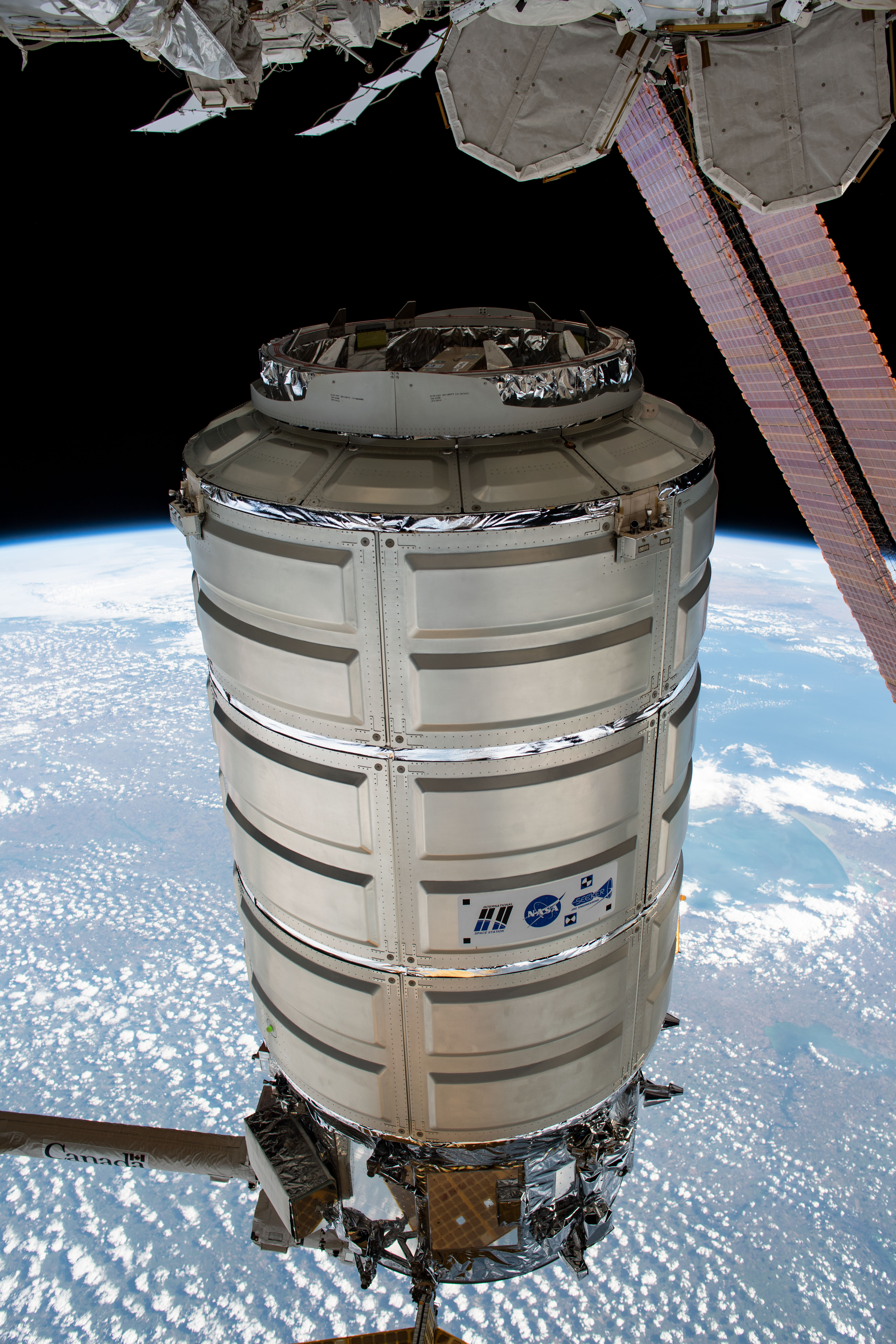
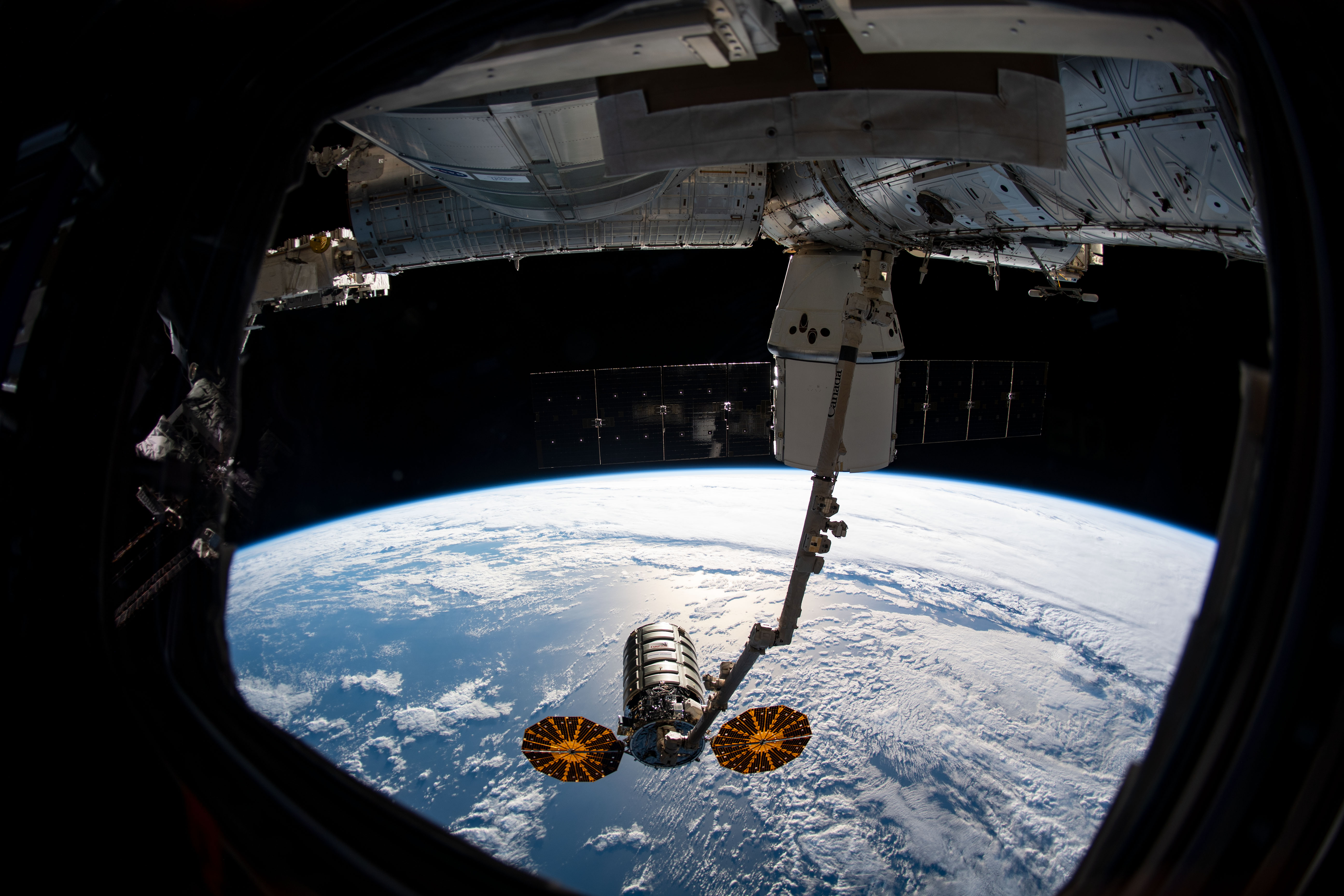
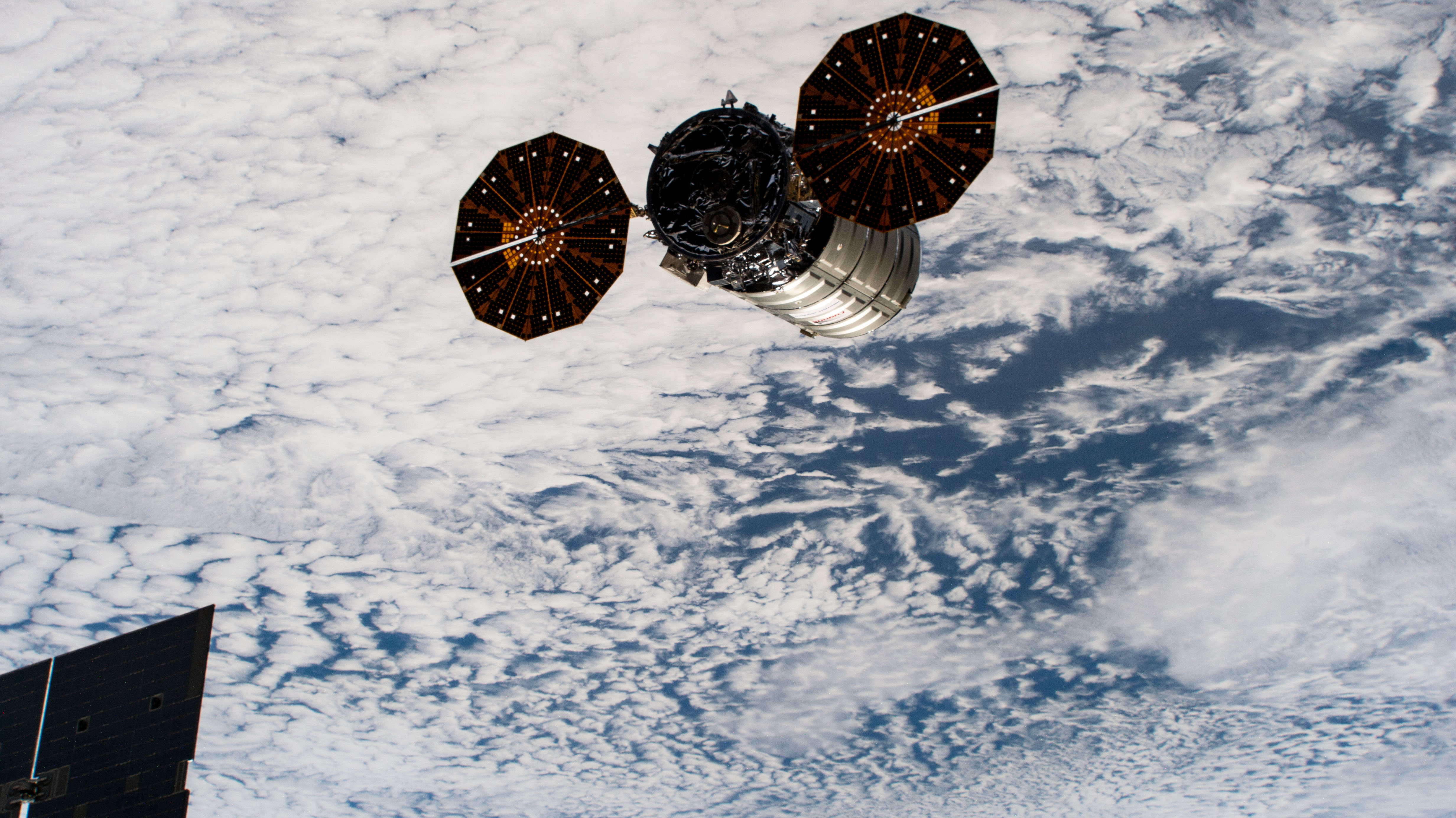